# ヨシダ
ヨシダ（英：Yoshida）は、日本生産、アメリカ合衆国調教の競走馬。主な勝ち鞍は2018年のオールドフォレスター・ターフクラシックステークス(GI)、ウッドワードステークス(GI)、2017年のヒルプリンスステークス(GII)。馬名の由来は、本馬を生産したノーザンファーム代表の吉田勝己の姓から。
日本生産馬として史上初めてアメリカダートG1制覇を果たした。

## 戦績

### デビュー前
母ヒルダズパッションは現役時代にバレリーナステークス(GI)など北米で重賞を5勝。2011年のファシグティプトン・ケンタッキー・ミックスセールにおいてノーザンファーム代表の吉田勝巳によって122万5,000ドルで購入され、日本で繁殖入りした。本馬はその2番仔として2014年2月24日に生まれた。
翌年2015年のセレクトセール1歳馬市場において、ジョン・マコーマック・ブラッドストック（John McCormack Bloodstock）によって同年セレクトセールのハーツクライ産駒としては0歳・1歳通じた最高額の9,400万円(税別、税込1億152万円)で落札され、アメリカ合衆国に渡ることになった。

### 2歳（2016年）
11月19日、アケダクト競馬場のレースでデビューを飾り、10頭立ての2着に入る。2歳時はこの1戦のみ。

### 3歳（2017年）
4月9日、キーンランド競馬場で約4ヶ月半休み明けでレースに挑み初勝利。続く5月20日のピムリコ競馬場で行われたジェームス・W・マーフィーステークス （芝1マイル）でも1着となり2連勝。
7月8日のG1・ベルモントダービーインビテーショナルステークスでは5着に敗れ、8月4日サラトガ競馬場のステークスレースで2着、9月2日サラトガ競馬場のステークスレースで2着となった。
10月7日のヒルプリンスステークス(GII)で重賞初制覇を飾る。

### 4歳（2018年）
5月5日のオールドフォレスター・ターフクラシックステークス(GI)で1着となり、GI初制覇。同日にはイギリス2000ギニーをサクソンウォリアー（父ディープインパクト）が制しており、英米での日本産馬による同日GI制覇が実現した。
6月9日、イギリスのアスコット競馬場で開催されているロイヤルアスコットミーティングの初日1レースであるクイーンアンステークスに遠征するも、ラスト100メートルで脚色が鈍り5着に敗れた。
8月11日のフォースターデイヴハンデキャップでは5着に敗退。9月1日に行われたウッドワードステークスでは初めてのダート戦ながら大外から強襲して2着のガンナヴェラに1馬身つけG1レース2勝目を挙げた。またこの勝利は日本生産馬による史上初のアメリカダートG1制覇になった。
ブリーダーズカップ・クラシックでは道中後方から2～3番手を追走。コーナーで徐々に進出し、直線外から伸びて1着アクセラレートから2馬身1/4差の4着と健闘した。

### 5歳（2019年）
1月のペガサスワールドカップターフでは1番人気で出走するもブリックスアンドモルタルの6着に敗退。3月にはドバイに遠征しドバイワールドカップに出走したが6着。帰国後、6月のスティーヴンフォスターハンデキャップも6着に終わり、精彩を欠いていた。夏に入り、ホイットニーステークス2着、続くウッドワードステークスは3着となり、復調の兆しを見せる。11月2日のブリーダーズカップ・クラシック8着を最後に現役を引退、ウインスターファームで種牡馬となる。

## 種牡馬成績
2020年からアメリカ・ウインスターファームで種牡馬入り。初年度は148頭に種付けを行った。
2023年に初年度産駒がデビュー。産駒サードストリートが初勝利を挙げた。
2024年より日本に輸入、北海道日高町のダーレー・ジャパン スタリオンコンプレックスに繋養され、種牡馬として供用されることとなった。
2024年3月2日、中山5Rの3歳未勝利でデュアルウィルダー（堀宣行厩舎）が1着となり、日本での産駒初勝利となる。

## 血統表
| ヨシダの血統                                    | ヨシダの血統                                         | ヨシダの血統                       | （血統表の出典）                   | （血統表の出典）  |
| 父系                                            | サンデーサイレンス系（ヘイロー系）                   | サンデーサイレンス系（ヘイロー系） | サンデーサイレンス系（ヘイロー系） | [ § 2 ]           |
| 父 ハーツクライ 2001 鹿毛                       | 父の父*サンデーサイレンス Sunday Silence 1986 青鹿毛 | Halo                               | Hail to Reason                     | Hail to Reason    |
| 父 ハーツクライ 2001 鹿毛                       | 父の父*サンデーサイレンス Sunday Silence 1986 青鹿毛 | Halo                               | Cosmah                             |                   |
| 父 ハーツクライ 2001 鹿毛                       | 父の父*サンデーサイレンス Sunday Silence 1986 青鹿毛 | Wishing Well                       | Understanding                      | Understanding     |
| 父 ハーツクライ 2001 鹿毛                       | 父の父*サンデーサイレンス Sunday Silence 1986 青鹿毛 | Wishing Well                       | Mountain Flower                    |                   |
| 父 ハーツクライ 2001 鹿毛                       | 父の母アイリッシュダンス 1990 鹿毛                   | *トニービン Tony Bin               | *カンパラ Kampala                  | *カンパラ Kampala |
| 父 ハーツクライ 2001 鹿毛                       | 父の母アイリッシュダンス 1990 鹿毛                   | *トニービン Tony Bin               | Severn Bridge                      |                   |
| 父 ハーツクライ 2001 鹿毛                       | 父の母アイリッシュダンス 1990 鹿毛                   | *ビューパーダンス Buper Dance      | Lyphard                            | Lyphard           |
| 父 ハーツクライ 2001 鹿毛                       | 父の母アイリッシュダンス 1990 鹿毛                   | *ビューパーダンス Buper Dance      | My Bupers                          |                   |
| 母 ヒルダズパッション Hilda's Passion 2007 鹿毛 | 母の父Canadian Frontier 1999 鹿毛                    | Gone West                          | Mr. Prospector                     | Mr. Prospector    |
| 母 ヒルダズパッション Hilda's Passion 2007 鹿毛 | 母の父Canadian Frontier 1999 鹿毛                    | Gone West                          | Secrettame                         |                   |
| 母 ヒルダズパッション Hilda's Passion 2007 鹿毛 | 母の父Canadian Frontier 1999 鹿毛                    | Borodislew                         | Seattle Slew                       | Seattle Slew      |
| 母 ヒルダズパッション Hilda's Passion 2007 鹿毛 | 母の父Canadian Frontier 1999 鹿毛                    | Borodislew                         | Breath Taking                      |                   |
| 母 ヒルダズパッション Hilda's Passion 2007 鹿毛 | 母の母Executricker 1998 鹿毛                         | El Prado                           | Sadler's Wells                     | Sadler's Wells    |
| 母 ヒルダズパッション Hilda's Passion 2007 鹿毛 | 母の母Executricker 1998 鹿毛                         | El Prado                           | Lady Capulet                       |                   |
| 母 ヒルダズパッション Hilda's Passion 2007 鹿毛 | 母の母Executricker 1998 鹿毛                         | Trick Trick                        | Clever Trick                       | Clever Trick      |
| 母 ヒルダズパッション Hilda's Passion 2007 鹿毛 | 母の母Executricker 1998 鹿毛                         | Trick Trick                        | Full Virtue                        |                   |
| 母系(F-No.)                                     | 8号族(FN:8-h)                                        | 8号族(FN:8-h)                      | 8号族(FN:8-h)                      | [ § 3 ]           |
| 5代内の近親交配                                 | Northern Dancer5×5＝6.25％、                         | Northern Dancer5×5＝6.25％、       | Northern Dancer5×5＝6.25％、       | [ § 4 ]           |
| 出典                                            | 1. 2. 3. 4.                                          | 1. 2. 3. 4.                        | 1. 2. 3. 4.                        | 1. 2. 3. 4.       |

- 半妹に2020年シンザン記念優勝馬サンクテュエール（父：ディープインパクト）がいる。